# الحزب الاجتماعي التحرري
الحزب الاجتماعي التحرري، هو حزب سياسي تونسي  يعلن عن تبنيه لليبرالية. تأسس هذا الحزب في سبتمبر 1988 تحت اسم الحزب الاجتماعي للتقدم، ثم غير اسمه إلى الاسم الحالي في أكتوبر 1993. تعرض نهاية التسعينات إلى أزمة مالية خانقة كما عرف عدة خلافات بين أعضاء المكتب السياسي.
- حصل في الانتخابات البرلمانية لسنة 2004 على 26099 صوتا، وأسند له مقعدان من المقاعد المخصصة لأحزاب المعارضة، لكن لم يبق له إلا مقعد واحد بعد أن انسحب منه أحد ذينك النائبين، وهو المنجي الخماسي ليؤسس حزبا جديدا. وفي نفس السنة تقدم أمينه العام منير الباجي إلى الانتخابات الرئاسية وحصل على 0.79 بالمائة من أصوات الناخبين. وفي الانتخابات التي جرت في 25 أكتوبر 2009 حصل الحزب على 99468 صوتا أي بنسبة 24ر2 بالمائة، وهو ما خول له الحصول على 8 من المقاعد المخصصة لأحزاب المعارضة.
- يتولى أمانته العامة منذ جويلية/تموز 2006 منذر ثابت الذي كان خلال مروره بالجامعة أحد الناطقين باسم الطلبة التروتسكيين. تحصل الحزب في مايو 2008 على العضوية الكاملة في اتحاد العالمية الليبرالية. لونه الانتخابي هو البرتقالي.
- طبقا لأمر من رئيس الجمهورية زين العابدين بن علي مؤرخ في أوت 2008 تم تعيين الأمين العام للحزب الاجتماعي التحرري منذر ثابت في مجلس المستشارين.
- يصدر الحزب مجلة شهرية تحمل عنوان الأفق.
- وبمناسبة مؤتمر 18 يونيو 2011 الذي أعقب الثورة، تم انتخاب ثابت لمنصب الرئيس المحدث حديثا، والنابلي لمنصب الأمين العام. وفي وقت لاحق من العام، تولى حسني الأحمر قيادة الحزب.

بعد ذلك، عارض الحزب السياسة التقييدية لحريات قيس سعيد من خلال التوقيع على ميثاق جمهوري في يونيو 2024 مع ثلاثة أحزاب أخرى وأكثر من 100 شخصية.

## وصلات خارجية
- بلوغ عن الحزب